# 사사키 고조
사사키 고조(佐々木 更三, 1900년 5월 25일~1985년 12월 24일)는 11선 중의원 의원을 역임한 일본의 정치인이다.

## 생애
1900년 5월 25일 미야기현 모토요시군(현 도메시)에서 농민의 아들로 태어났다. 부모가 모두 가출했을 때 태어났기에 11살이 될 때까지도 호적에 등재되지 못했고 그 때문에 소학교 교육을 제대로 받지 못했다. 이후 고향에서 숯을 굽는 등 중노동에 종사하다가 큰일을 하고자 결심을 했다. 1924년 센다이시의 공장에서 일을 해서 돈을 번 뒤 도쿄에 가서 니혼 대학 전문부 정치과에 입학했다.
대학을 졸업한 뒤 자전거 회사에서 일하다가 파업을 주도한 혐의로 1928년 해고됐다. 이후 노동운동과 농민운동에 투신하여 도쿄나 고향인 미야기현에서 많은 노동쟁의와 소작쟁의를 지도했다. 1937년 센디이시의회 의원 선거에 출마해 당선됐지만 다음 해 인민전선 사건에 연루돼 체포되면서 시의원 지위를 잃었다. 그 뒤엔 헌 책방을 운영하거나 연료회사에서 일하면서 생계를 꾸렸는데 사실 이 때가 사사키의 생애에서 가장 경제적으로 안정된 때라고 한다.

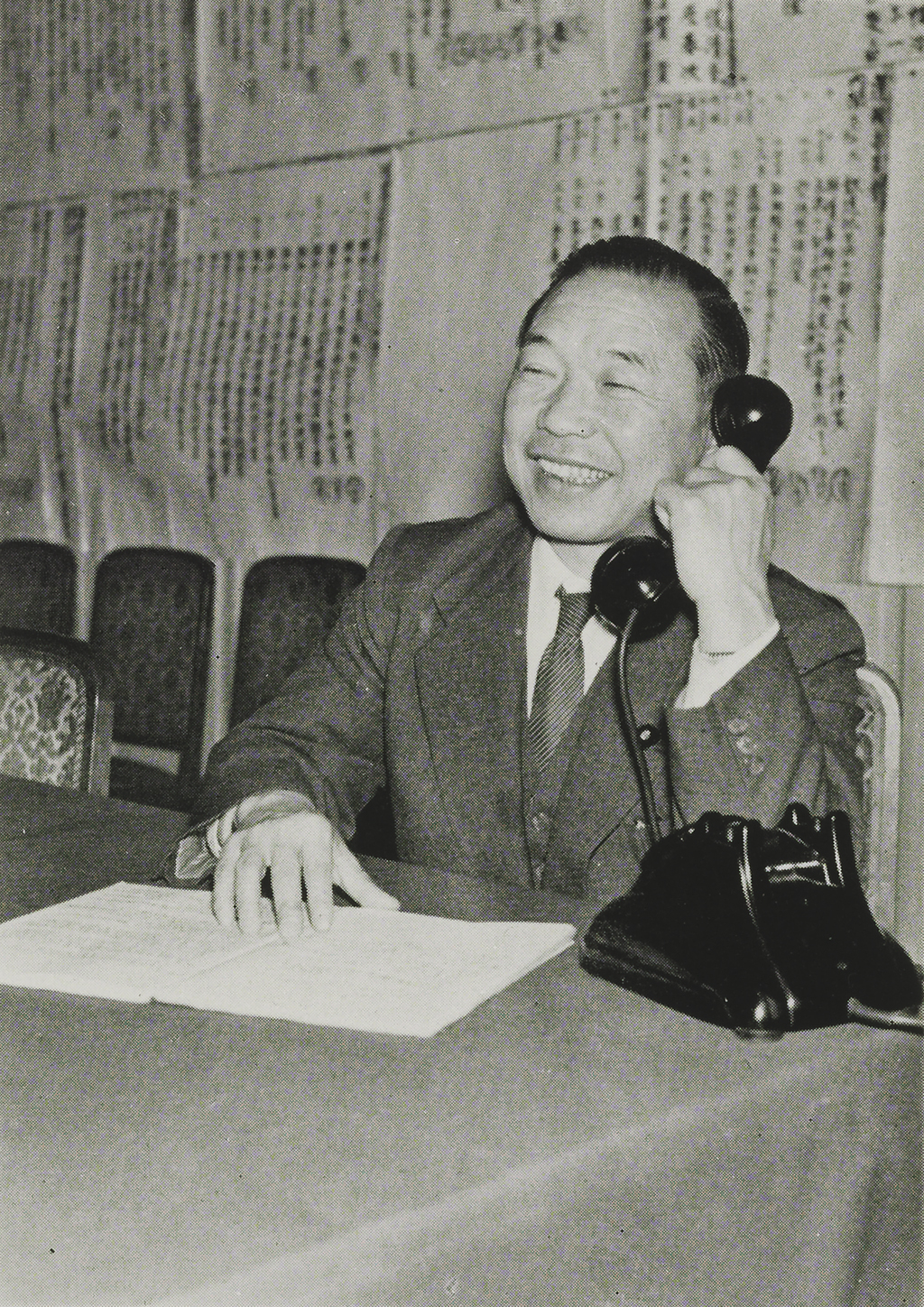
1950년대 촬영한 사진.

1945년 일본사회당이 결성되자 참가하여 미야기현지부 창설에 힘을 쏟았다. 1946년 센다이시장 선거에 출마했지만 낙선했으며 같은 해 총선에도 출마했지만 또 낙선했다. 하지만 다음 해 총선에 출마하여 당선돼 초선 중의원 의원이 되었다. 사회당 좌파에 속했으며 스즈키 모사부로의 측근으로 활약해 스즈키파의 중진이 되었다. 좌우파로 분열된 사회당의 통합에 앞장섰고 1955년 통합되자 선거대책위원장이 되었다. 하지만 통일에 반대했던 사회주의협회나 와다 히로오의 파벌과는 소원한 사이가 되었다.
1960년 스즈키가 위원장에서 물러난 뒤 서기장 아사누마 이네지로가 위원장에 당선됐다. 스즈키파는 공석이 된 서기장으로 사사키를 지지했지만 가와카미파와 와다파가 반발하자 사사키는 서기장직을 사양하고 정치적으로 경력이 더 많던 에다 사부로를 지지했다. 하지만 서기장이 된 에다가 언론과 가까운 관계를 유지하자 사사키는 에다가 언론의 인기를 너무 노린다며 비판했다. 이후 에다가 구조개혁론을 주창하자 이에 반발한 사사키는 소원한 사이였던 사회주의협회와 손을 잡고 에다를 쫓아내고자 했다. 1962년 제21회 대회에서 서기장 자리를 두고 에다와 경쟁했지만 패배했다. 이후로도 에다파에 대한 공격을 늦추지 않아 두 파벌 간의 항쟁은 갈수록 격해졌다.

1967년 도쿄도지사 선거 당시 유세 현장. 왼쪽부터 사사키, 이치카와 후사에, 미노베 료키치, 노사카 산조.

1964년 부위원장직이 신설되면서 와다와 함께 공동 부위원장이 되었다. 다음 해에 위원장 가와카미가 병을 이유로 사임하자 사사키가 후임 위원장이 되었다. 사사키는 취임 연설 때 "미국 제국주의는 세계 인류의 적"이라 규정하며 반미적 색채를 여과없이 드러냈다. 역대 사회당 위원장들은 지식인 출신이 많았기에 서민적 분위기가 강한 사사키는 사회당 지지자들로부터 지지받기 힘들 거란 얘기가 많았다. 하지만 사사키 특유의 도호쿠 지방 방언 덕에 언론에 대한 노출이 늘어났고 과거 자신이 에다를 비판했던 걸 잊은 듯 사사키도 언론과의 밀월 관계를 즐겼다.
1967년 총선 때 의원 정수가 증가했음에도 사회당의 의석수가 감소한 데다가 「건강보험특례법」 처리 과정에서 소장파 의원들의 압력을 받아 결국 위원장에서 물러났다. 이후에도 에다가 위원장이나 서기장이 되는 것을 집요하게 방해하다가 자신이 이끄는 파벌로부터도 인망을 잃었다.
사사키는 외교적으로 친중파에 속했는데 1972년 총리대신 다나카 가쿠에이의 의뢰로 사회당 위원장 나리타 도모미, 공명당 위원장 다케이리 요시카쓰 등과 함께 중화인민공화국을 극비리에 방문해 중일국교정상화의 초석을 쌓았다.
사회주의협회가 세력을 확장해 사사키파를 침식하자 친소파인 사회주의협회와 사사키의 대립이 격해졌다. 1974년에는 에다와 화해하고 전 위원장 가쓰마타 세이이치, 부위원장 미야케 쇼이치 등과 함께 7인위원회를 결성해 사회주의협회화의 대결 자세를 명확히 했다. 1975년 서적 『사회주의적 적정권』을 집필해 사회당 정권이 수립된 뒤에도 급격한 사회 변화를 지양하면서 현실주의적 자세를 보였다.
1976년 총선에서 세대교체의 여파로 낙선했고 정계를 은퇴했다. 1977년 제40회 대회에서 중국과의 우호를 호소했지만 사회주의협회 계열의 대의원들로부터 갖은 야유를 받았다. 1978년 민주 캄푸치아를 방문했는데 캄보디아에서 공산주의자들에 의한 학살 행위는 없었고 캄보디아 집단학살은 악의적인 선전이라 주장했다.
1985년 12월 향년 85세로 사망했다.

## 평가
1960년대~1970년대 지나친 파벌 의식을 드러내 에다파와 격하게 대립했다. 이 파벌 다툼으로 사회당의 역량을 깎아 사회당이 쇠퇴하는 원인을 제공했다는 비판을 받았지만 사사키는 이를 인정하지 않았다. 사상적으로 서구식 사회민주주의를 제창한 에다 비전을 무시하고 마르크스-레닌주의에 집착하여 당시 혁신 단체장을 배출하는 등 사회당의 기세가 오르는 와중에 찬물을 끼얹어 사회당이 만년 야당으로 머무는 데 공헌했다는 비판을 받는다. 자유민주당 출신 총리대신인 다나카 가쿠에이도 "(사사키 씨가) 에다 군을 짓밟은 시점에서 정권 교체의 가능성은 사라졌다"라고 회상했다.

## 나리타 공항 문제
사사키가 위원장으로 재직중일 때 산리즈카 투쟁이 발생했는데 투쟁 초기에는 사회당이 반대 운동의 지도적 역할을 했다. 사사키도 1966년 11월 29일에 현장을 방문해 도무라 잇사쿠 등 반대동맹원들로부터 사토 내각을 무너뜨려 달라는 호소를 받았다. 사사키도 "나 역시 도호쿠의 백성 출신이라 여러분의 기분을 잘 이해하고 있다", "(일평지주 운동을) 철저히 진행해 반드시 공항 건설을 저지하자"라며 도호쿠 방언으로 격려했다.
당시 지바현지사는 자민당 출신의 도모노 다케토였는데 도모노가 "이 공항 문제는 우리 지역에서 가장 심각한 문제니 정쟁 도구로 쓰지 말아주길 바란다. 국회의원은 국회에서 의론을 해야 한다. 정당 간의 정쟁을 그대로 지역에 가져와선 정말 곤란하다. 당신은 신공항이 필요하다고 생각하는가? 생각한다면 부지는 어디가 좋겠는가"라고 묻자 사사키는 "나는 신공항이 필요하다고 생각하지만 내가 정부·여당에 속하지 않았으니 부지에 대해선 야당이 생각할 필요가 없다. 지사가 하는 말은 타당하지만 오늘 나는 설득당하러 온 것이 아니다"라고 말하고는 그대로 돌아가 버렸다.
도모노는 나리타 국제공항 건설 경위를 되돌아보곤 "정부 내에서 의견이 통일되지 않으니 야당이 신이 나서 정쟁의 도구로 삼는다. 중앙 정당이 지바까지 부채질하러 오고 있질 않나. 지금 나리타 공항 부지를 트집 잡아 봤자 1시간 이내의 거리는 거기밖에 없다. 야당이라고 무조건 반대만 하고 여당이 아니니까 대안도 생각하지 않는 건 무책임한 태도다. 외국에도 그런 무책임한 당은 없다. 모두 국가적, 민족적인 문제는 통일된 생각을 가지고 있다"라고 주장했다.

## 역대 선거 기록
|  | 0% |

|  | 11.2% |

|  | 7.7% |

|  | 10.6% |

|  | 11.9% |

|  | 14.4% |

|  | 14.1% |

|  | 12.8% |

|  | 13.2% |

|  | 18.3% |

|  | 11.8% |

|  | 13.7% |

|  | 10.1% |

## 참고 문헌
- 佐々木更三　『社会主義的・的政権』　毎日新聞社、1975年
- 「佐々木更三の歩み」編集委員会ほか（編）『-大衆政治家-佐々木更三の歩み』　総評資料頒布会、1982年